# Małgorzata Hołub-Kowalik
Małgorzata Hołub-Kowalik (Koszalin, 30 de octubre de 1992) es una deportista polaca que compite en atletismo, especialista en las carreras de velocidad y relevos.
Participó en dos Juegos Olímpicos de Verano, obteniendo una medalla de plata en Tokio 2020, en la prueba de 4 × 400 m, y el séptimo lugar en Río de Janeiro 2016, en la misma prueba.
Ganó dos medallas en el Campeonato Mundial de Atletismo, plata en 2019 y bronce en 2017, y dos medallas de plata en el Campeonato Mundial de Atletismo en Pista Cubierta, en los años 2016 y 2018. También obtuvo una medalla de oro en el Campeonato Europeo de Atletismo de 2018 y cuatro medallas en el Campeonato Europeo de Atletismo en Pista Cubierta, entre los años 2015 y 2021.

## Palmarés internacional
| Juegos Olímpicos                     | Juegos Olímpicos          | Juegos Olímpicos  | Juegos Olímpicos |
| Año                                  | Lugar                     | Medalla           | Prueba           |
| ------------------------------------ | ------------------------- | ----------------- | ---------------- |
| 2020                                 | Tokio (Japón)             | Medalla de plata  | 4 × 400 m        |
| Campeonato Mundial                   |                           |                   |                  |
| Año                                  | Lugar                     | Medalla           | Prueba           |
| 2017                                 | Londres (Reino Unido)     | Medalla de bronce | 4 × 400 m        |
| 2019                                 | Doha (Catar)              | Medalla de plata  | 4 × 400 m        |
| Campeonato Mundial en Pista Cubierta |                           |                   |                  |
| Año                                  | Lugar                     | Medalla           | Prueba           |
| 2016                                 | Portland (Estados Unidos) | Medalla de plata  | 4 × 400 m        |
| 2018                                 | Birmingham (Reino Unido)  | Medalla de plata  | 4 × 400 m        |
| Campeonato Europeo                   |                           |                   |                  |
| Año                                  | Lugar                     | Medalla           | Prueba           |
| 2018                                 | Berlín (Alemania)         | Medalla de oro    | 4 × 400 m        |
| Campeonato Europeo en Pista Cubierta |                           |                   |                  |
| Año                                  | Lugar                     | Medalla           | Prueba           |
| 2015                                 | Praga (República Checa)   | Medalla de bronce | 4 × 400 m        |
| 2017                                 | Belgrado (Serbia)         | Medalla de oro    | 4 × 400 m        |
| 2019                                 | Glasgow (Reino Unido)     | Medalla de oro    | 4 × 400 m        |
| 2021                                 | Toruń (Polonia)           | Medalla de bronce | 4 × 400 m        |